# جوزيه أوغدن هوفمان
جوزيه أوغدن هوفمان (بالإنجليزية: Josiah Ogden Hoffman)‏ هو قاضي ومحامي وسياسي أمريكي، ولد في 14 أبريل 1766 في نيوآرك في الولايات المتحدة، وتوفي في 24 يناير 1837 في نيويورك في الولايات المتحدة. انتخب عضو جمعية ولاية نيويورك وانتخب Recorder of New York City ‏ (1813 – 1815) وانتخب Recorder of New York City ‏ (1810 – 1811).